# Ritus van Braga

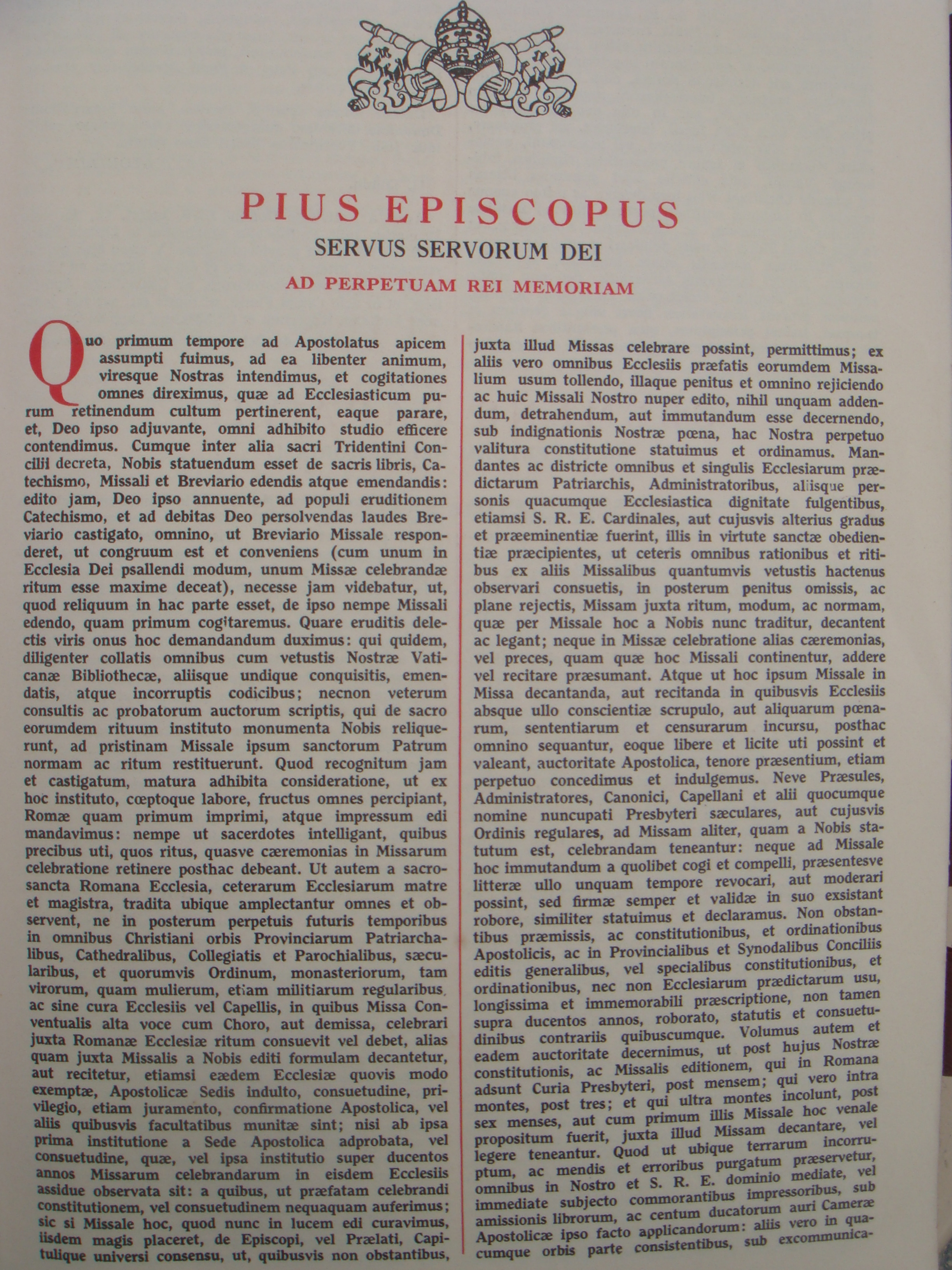
Pauselijke bul Quo Primum Temporte: de ritus van Braga mocht verder bestaan naast de Romeinse ritus in de katholieke kerk (16e eeuw).

De ritus van Braga (Latijn: ritus Bracarensis) was in het aartsbisdom Braga tijdens de middeleeuwen een variant van de Romeinse ritus. Binnen de Rooms-Katholieke Kerk bestond er toen geen eenheid van ritus. In Noord-Portugal volgde de clerus toen eigen liturgieboeken, die verwant waren met de Mozarabische ritus in het buurland Spanje.
Een opvallend element in de ritus van Briga is het veelvuldig gebruik van Maria-hymnen in het Latijn. Een voorbeeld is Sub tuum praesidium.
Tijdens de Contra-reformatie besliste paus Pius V om één enkele Latijnse ritus toe te staan: de Romeinse. Hij liet wel uitzonderingen toe, zoals de ritus van Braga omdat deze al "meer dan twee eeuwen bestond". De ritus van Braga stierf langzaam uit, met nog een kleine heropleving in de 20e eeuw.